# 拉瓦利 (喬治亞州)
拉瓦利（英語：Louvale）是位於美國喬治亞州斯圖爾特縣的一個非建制地區。該地的面積和人口皆未知。

## 地理
拉瓦利的座標為32°10′31″N 84°49′31″W / 32.17528°N 84.82528°W，而該地的平均海拔高度為117米（即384英尺）。